# Ісмаїл аз-Загір
Ісмаїл аз-Загір (аль-Зафір) (араб. الظافر بن ذي النون; д/н — 1043) — 1-й емір Толедської тайфи в 1032—1043 роках.

## Життєпис
Походив з династії Діл-Нунідів (Зу-н-Нунідів), що походила з берберського племені гавара. Його дід Сулейман за часів халіфа Мухаммеда II отримав у володіння Ікліш. Син Абд аль-Рахмана, валі Санатбарійї, Уенте, Ікліша, який за підтримку халіфа Сулаймана отримав титул «Насир аль-Даула» («Рятівник держави»). 1018 року отримав від батька управління місто Ікліш.
1023 року після смерті батька успадкував усі його володіння. Невдовзі повалив аль-Вахіда, захопивши Куенку. 1026 році в Куенці наказав отруїти поваленого халіфа Мухаммеда III, захопивши його скарби. У 1031 році після розпаду Кордовського халіфату став самостійним правителем. 1032 року за підтримки місцевої знаті повалив Абу Бакра Я'їса, каді Толедо. Переніс резиденцію до цього міста. Завдяки його енергійним діям утворилася потужна держава.
Спрямував основні зусилля на боротьбу з Сарагоською та Кордовською тайфами. Розширив територію, захопивши міста Салім, Тур'ялух, Талавера, Гвадалахара.
Помер 1043 року. Йому спадкував син Ях'я I.